# スーパーペリカン便
エクスプレスハイスピードとは、日通航空（日本通運航空部門）が取り扱う、国内航空便輸送サービスの名称。旧称は「スーパーペリカン便」。

## 概要
一般タイプのペリカン便をゆうパックへ譲渡したことに伴い、現在、日本通運が扱う宅配便事業として残存しているサービス。
本来は、日本通運が扱っていたころのペリカン便の速配版サービスであり、1991年に「スーパーペリカン便」として、取り扱いを開始した。
当サービスについては、日本通運の航空支店ないしは営業所が直接対応する。再配達の依頼は、WEB・営業所への電話にて行われている。なお、日通航空コンタクトセンターというものがあり、このコールセンターではサービスに関する相談業務を扱っている。
2021年1月現在、企業間のみならず個人間・個人宛の荷物についても受け付けている。営業所止め、空港止め（航空会社又は空港内日通航空営業所）での高速輸送も可能。